# Archie Moore
Archie Moore (Benoit, 13 dicembre 1916 – San Diego, 9 dicembre 1998) è stato un pugile, attivista e attore statunitense.
Pugile afroamericano, fu campione dei pesi mediomassimi dal 17 dicembre 1952, quando sconfisse ai punti l'italoamericano Joey Maxim, al febbraio del 1962, quando il titolo gli fu strappato "a tavolino". Tra i pesi massimi, combatté contro il campione mondiale Rocky Marciano e il ventenne astro nascente Cassius Clay.

## La carriera

### La giovinezza difficile e gli inizi nei pesi medi
Archie Moore ebbe una giovinezza difficile durante la quale fu rinchiuso in un riformatorio, da dove uscì nel 1934. Si avvicinò al pugilato nel 1935 e divenne professionista nel 1938, combattendo tra i pesi medi. Già nel 1939 combatteva ad altissimi livelli, al punto di incontrare l'ex campione mondiale Teddy Yarosz, ancora ai vertici della propria carriera, che lo batté ai punti.
Nel 1941 fu costretto a ritirarsi temporaneamente a causa di una serie di ulcere allo stomaco, ma dopo quasi un anno di inattività poté riprendere a combattere. Nel 1943 divenne campione dei pesi medi della California. Nel 1944 incontrò il fortissimo Charley Burley, da cui fu battuto ai punti dopo aver subito ben quattro knock-down.

### Il passaggio ai mediomassimi
Nel 1945, dopo 72 vittorie, 9 sconfitte e 6 pareggi, incontrò il grande mediomassimo Jimmy Bivins, che lo sovrastava con il peso (18 libbre in più) e che lo batté per KO al 6º round. Nel 1946 e nel 1947 interruppe il corso di una serie di vittorie, incontrando il futuro campione del mondo dei massimi Ezzard Charles, che lo sconfisse in entrambe le occasioni.
Moore conquistò il titolo di campione della California anche dei mediomassimi e poi si prese la rivincita con Bivins, che sconfisse per KOT al 9º round. Nel 1948 perse nuovamente per KO all'8º round contro Ezzard Charles. Batté ancora Bivins ai punti, al termine di un incontro difficile, dopo aver subito un KD. Nel 1949 inferse la prima sconfitta ad Harold Johnson, che gli succederà sul trono mondiale dei mediomassimi.
Nello stesso anno Moore incontrò ancora Bivins, battendolo per KO all'8º round e ancora nel 1951, battendolo per KOT al 9º round. Tra il 1951 e il 1952, combatté tre incontri consecutivi nuovamente contro Harold Johnson, con un bilancio di due vittorie e una sconfitta, tutti ai punti.

### Campione del mondo dei mediomassimi e le due sfide al titolo mondiale dei massimi

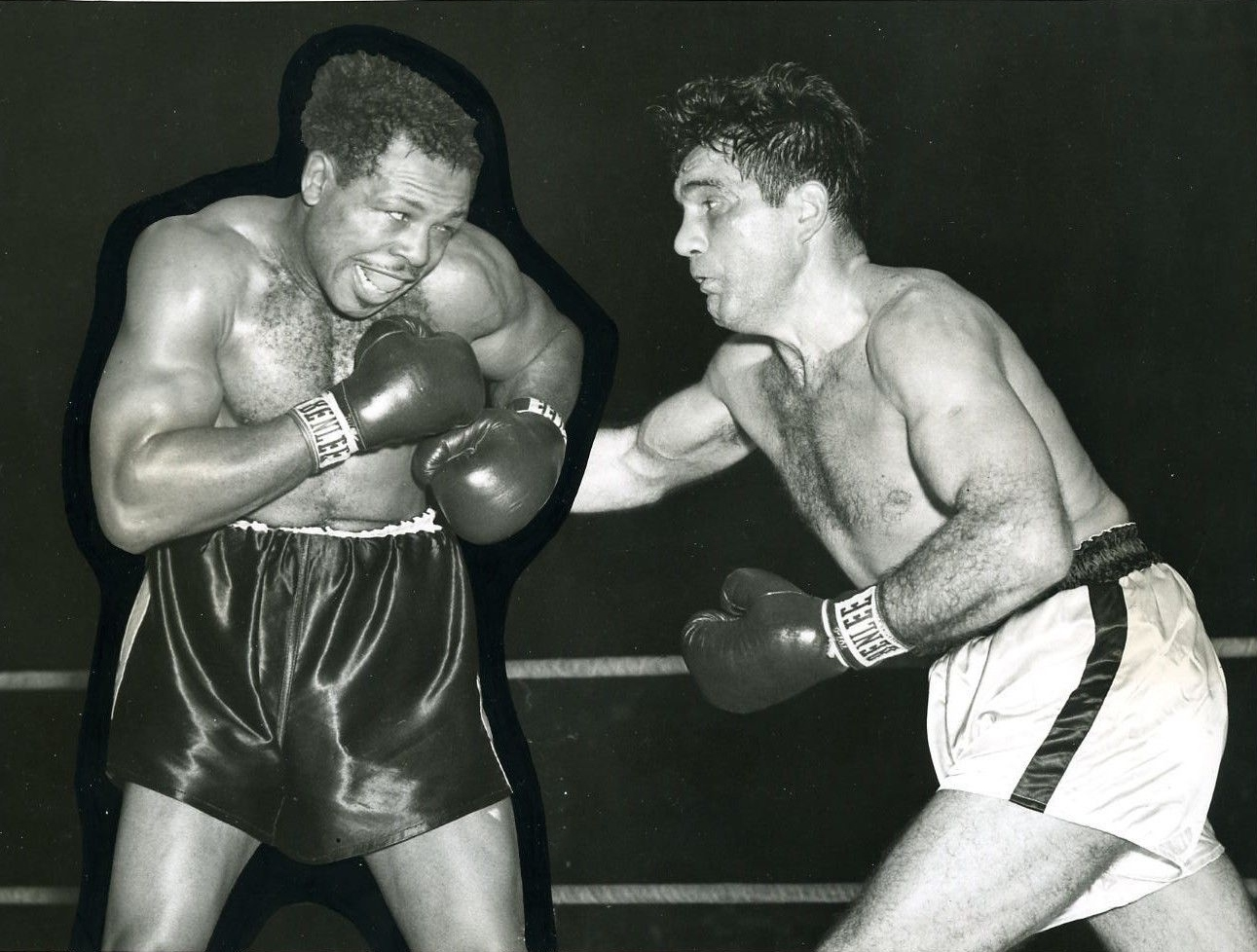
Archie Moore (a sinistra) vs. Joey Maxim, 18 dicembre 1952.

Ai vertici dei mediomassimi da anni, nel dicembre del 1952 strappò il titolo mondiale a Joey Maxim, con ampio margine di punti. Si aggiudicò anche le due rivincite con titolo in palio, combattute rispettivamente il 24 giugno 1953 e il 27 gennaio 1954, in entrambi i casi ai punti con verdetto unanime, anche se con margine più contenuto.

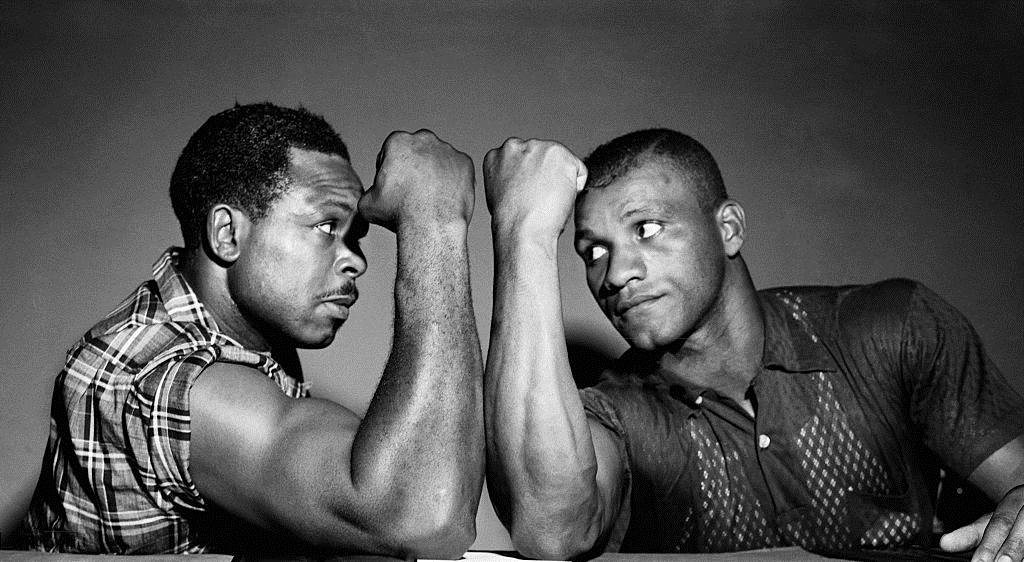
Archie Moore (a sinistra) e Harold Johnson prima di affrontarsi per la quinta volta, nel 1954, con in palio il titolo mondiale dei pesi mediomassimi.

Difese in seguito la cintura mondiale contro Harold Johnson, nel quinto incontro tra i due che fu ancora una volta appannaggio di Moore per knock-out tecnico alla quattordicesima ripresa. Fino a quel momento il match, di grande intensità, era sostanzialmente in equilibrio, con un giudice che vedeva Moore in concreto vantaggio, un altro Johnson avanti per un solo punto e il terzo pari con preferenza Moore. Al decimo round Johnson era riuscito ad atterrare Moore, per poi finire al tappeto al quattordicesimo. Pur rialzandosi al conto di quattro, fu dichiarato impossibilitato a proseguire dall'arbitro che assegnò la vittoria al trentasettenne campione del mondo. L'ultimo round di questo match è stato definito "round of the year" 1954 dalla rivista specializzata Ring Magazine. Moore batté poi Nino Valdes, ai punti, e l'ex campione mondiale dei medi, Bobo Olson, per KO al 3º round. Anche l'ultimo round di questo match è stato definito "round of the year" per il 1955.
Nello stesso anno fu designato sfidante al titolo mondiale dei pesi massimi detenuto dall'imbattuto Rocky Marciano. Dopo aver messo al tappeto il campione del Mondo con un magistrale destro d'incontro nel 2º round (uno dei due soli KD subiti dall'invitto italoamericano nel corso della carriera), Moore fu atterrato ben 5 volte e infine fu sconfitto per KO al 9º round. Il match è stato inserito al 76º posto nella classifica stilata da Ring Magazine dei migliori match della storia del pugilato, con titolo in palio.
Tornato a difendere il proprio titolo dei mediomassimi, Moore sconfisse, nel 1956, il pugile di Trinidad Yolande Pompey. Cinque mesi più tardi, a quasi quarant'anni, fu designato per contendere al ventunenne Floyd Patterson il titolo lasciato vacante da Marciano. Pur essendo favorito 9-5, Moore fu battuto per KO al 5º round.

Moore alle corde contro Rinaldi nel primo match, a Roma, il 29 ottobre 1960

Moore continuò a difendere vittoriosamente il titolo dei mediomassimi contro Tony Antony e due volte contro il canadese Yvon Durelle. Il primo match contro quest'ultimo, combattuto il 10 dicembre 1958, è collocato al 26º posto nella classifica dei più grandi combattimenti stilata da Ring Magazine. Moore fu atterrato tre volte al primo round e una volta al quinto. Rialzatosi, mise Durelle tre volte al tappeto per poi abbatterlo definitivamente all'11º round.
Il 25 ottobre 1960 la NBA dichiarò Moore decaduto dal titolo mondiale, essendo passati oltre sei mesi anni dalla sua ultima difesa. Rimase in possesso di uno status che oggi si direbbe "lineare" e continuò ad essere riconosciuto Campione del mondo dalla Commissione Atletica dello Stato di New York.
Quattro giorni dopo, al Palazzo dello Sport di Roma, Moore incontrò il campione italiano Giulio Rinaldi, in un match non valido per il titolo. Entrambi i pugili salirono sul ring con un peso superiore al limite della categoria mediomassimi (kg. 86,300 per Moore; 82,300 per Rinaldi). Inaspettatamente ma meritatamente, Rinaldi vinse ai punti in 10 round. Inflisse a Moore perfino un conteggio in piedi sino all'otto, nell'ultimo round.
Il 10 giugno 1961, al Madison Square Garden di New York, Moore concesse al pugile di Anzio la chance per il titolo mondiale NYSAC dei mediomassimi. Rinaldi non seguì i consigli del suo manager Proietti e attaccò a testa bassa contro il quarantaquattrenne campione. Moore, dall'alto della sua immensa esperienza, ebbe buon gioco a colpirlo d'incontro e seppe infliggergli una severissima sconfitta ai punti: otto le riprese di vantaggio, secondo l'arbitro Ruby Goldstein; sette secondo un giudice e quattro secondo l'altro.
Risalito nei pesi massimi, il 13 ottobre 1961 batté l'ex campione olimpico Pete Rademacher, già sfidante di Patterson al titolo mondiale, per KOT al sesto round. 
Sinché, il 10 febbraio 1962, non riuscendo a rimanere nei limiti di peso dei mediomassimi, anche la Commissione Atletica dello Stato di New York lo dichiarò decaduto dal titolo mondiale di questa categoria.

### Il declino
Nel maggio 1962, Moore fu inaspettatamente costretto al pari in 10 round dal 27enne italoamericano Willie Pastrano, più leggero di oltre sette kg e che un anno più tardi avrebbe conquistato il mondiale dei mediomassimi strappandolo a Harold Johnson. L'arbitro dell'incontro aveva addirittura visto vincitore Pastrano per cinque riprese a quattro.
Il 15 novembre 1963 l'indomabile pugile del Mississippi fu battuto per KOT al 4º round dal futuro campione del mondo dei massimi Cassius Clay che lo atterrò tre volte nello stesso round. Si ritirò dopo l'incontro successivo, nel marzo 1963, vinto per KOT al terzo round su Mike DiBiase, ad oltre quarantasei anni.

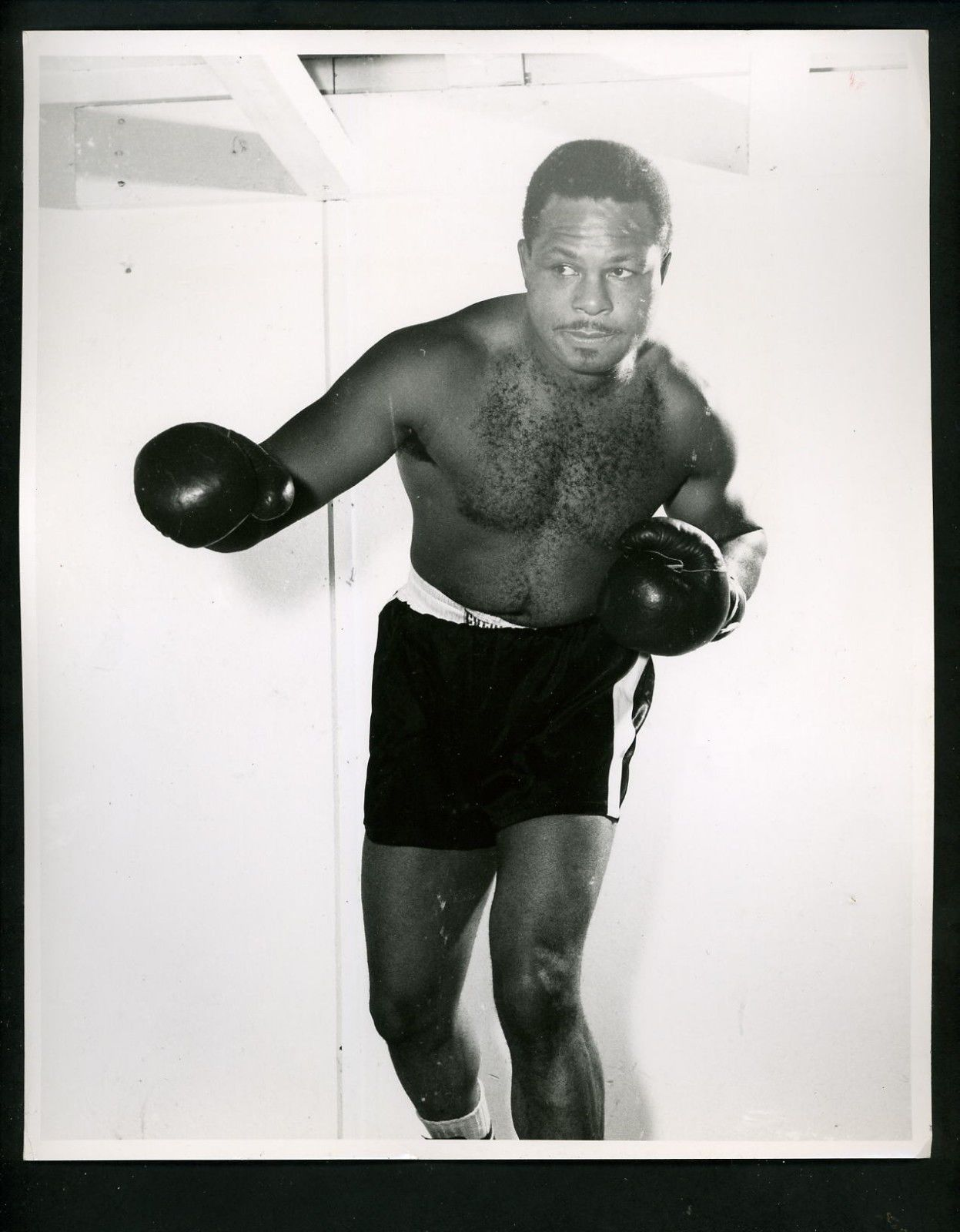
Archie Moore nel 1950

### Bilancio di una lunga carriera
La carriera professionistica di Archie Moore è durata 24 anni (1939-1963). Il suo regno tra i mediomassimi è durato un decennio, più di quello di ogni altro campione del mondo della categoria. Incontrò più volte i più forti mediomassimi della sua epocaː 5 volte Jimmy Bivins (quattro vittorie e una sconfitta); cinque volte Harold Johnson (quattro vittorie e una sconfitta); 3 volte Joey Maxim (3 vittorie). La sua "bestia nera" è stato Ezzard Charles che, pur avendolo battuto tre volte, non ha mai indossato la cintura di campione del mondo della categoria. Tra i massimi è stato l'unico pugile ad aver incontrato sia Rocky Marciano che Cassius Clay. Detiene ancora oggi il record di vittorie prima del limite: ben 132.
La rivista Ring Magazine lo ha classificato al 4º posto nella propria classifica dei più grandi "picchiatori" di ogni tempo, davanti a "mostri sacri" come Jack Dempsey, George Foreman, Rocky Marciano e Sonny Liston.
La International Boxing Hall of Fame lo ha ammesso fra i più grandi pugili di ogni tempo. Nel 1994 e nel 2002 la rivista The Ring lo ha collocato al secondo posto come il miglior peso mediomassimo della storia del pugilato, facendolo precedere da Ezzard Charles. È presente anche nella classifica dei pesi massimi della stessa rivista (1998), al 29º posto. Nella classifica degli 80 migliori pugili di tutte le categorie degli ultimi 80 anni, invece, Ring Magazine lo ha inserito al 14º posto.

## Vita dopo la boxe
Terminata la carriera, Moore divenne un attivista nella causa dei Neri d'America. Fu anche attore caratterista in varie produzioni cinematografiche e televisive. Nel 1975 partecipò al film Io non credo a nessuno nella parte del cuoco.

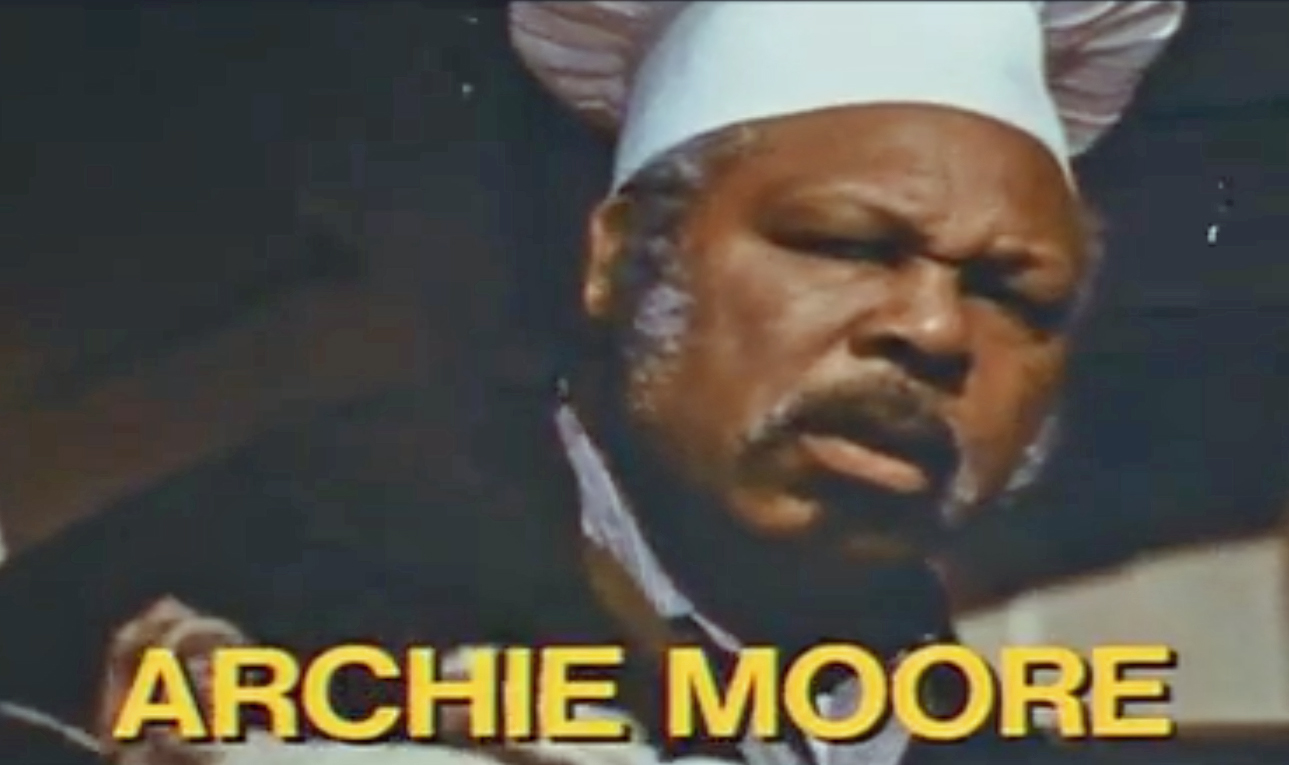
Archie Moore nel trailer del film Io non credo a nessuno.

Morì 4 giorni prima del suo 82º compleanno a causa di un attacco cardiaco.

## Filmografia parziale

### Cinema
- Le avventure di Huck Finn (The Adventures of Huckleberry Finn), regia di Michael Curtiz (1960)
- L'uomo che non sapeva amare (The Carpetbaggers), regia di Edward Dmytryk (1964)
- Non per soldi... ma per denaro (The Fortune Cookie), regia di Billy Wilder (1966)
- Organizzazione crimini (The Outfit), regia di John Flynn (1973)
- Io non credo a nessuno (Breakheart Pass), regia di Tom Gries (1975)

### Televisione
- Il reporter (The Reporter) – serie TV, episodio 1x13 (1964)
- Tre nipoti e un maggiordomo (Family Affair) – serie TV, episodio 3x04 (1968)